# Uemoto Mitsuru
Uemoto Mitsuru (梅本 充, Umemoto Mitsuru?, sinh ngày 6 tháng 3 năm 1951) là một giám đốc điều hành kinh doanh người Nhật Bản. Ông từng là chủ tịch của Yamaha.

## Tiểu sử
Ông sinh ra ở Tokyo. Ông tốt nghiệp Khoa Văn học tại Đại học Tokyo năm 1975 và vào làm cho Nippon Gakki Seizo (sau này là Yamaha) trong cùng năm. Ông được bổ nhiệm làm giám đốc điều hành năm 2001, giám đốc điều hành cao cấp năm 2003, tổng giám đốc điều hành năm 2006 và chủ tịch vào tháng 6 năm 2007. Ông được bổ nhiệm làm cố vấn đặc biệt của tập đoàn vào tháng 6 năm 2013.